# Kyrkogårdslav
Kyrkogårdslav (Pleurosticta acetabulum) är en lavart som först beskrevs av Noël Martin Joseph de Necker, och fick sitt nu gällande namn av Elix & Lumbsch. Kyrkogårdslav ingår i släktet Pleurosticta och familjen Parmeliaceae.  Arten är reproducerande i Sverige. Inga underarter finns listade i Catalogue of Life.

## Källor

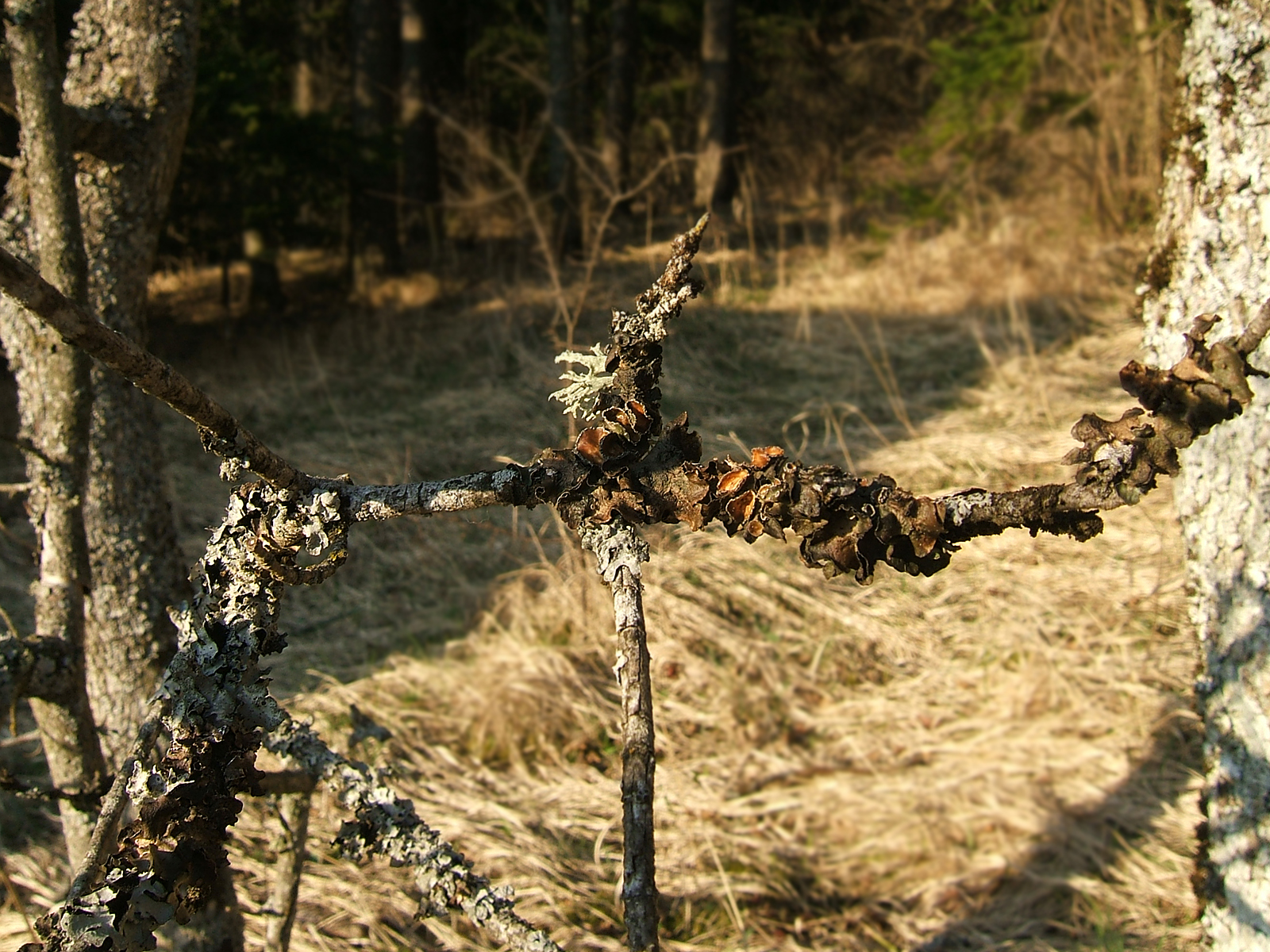
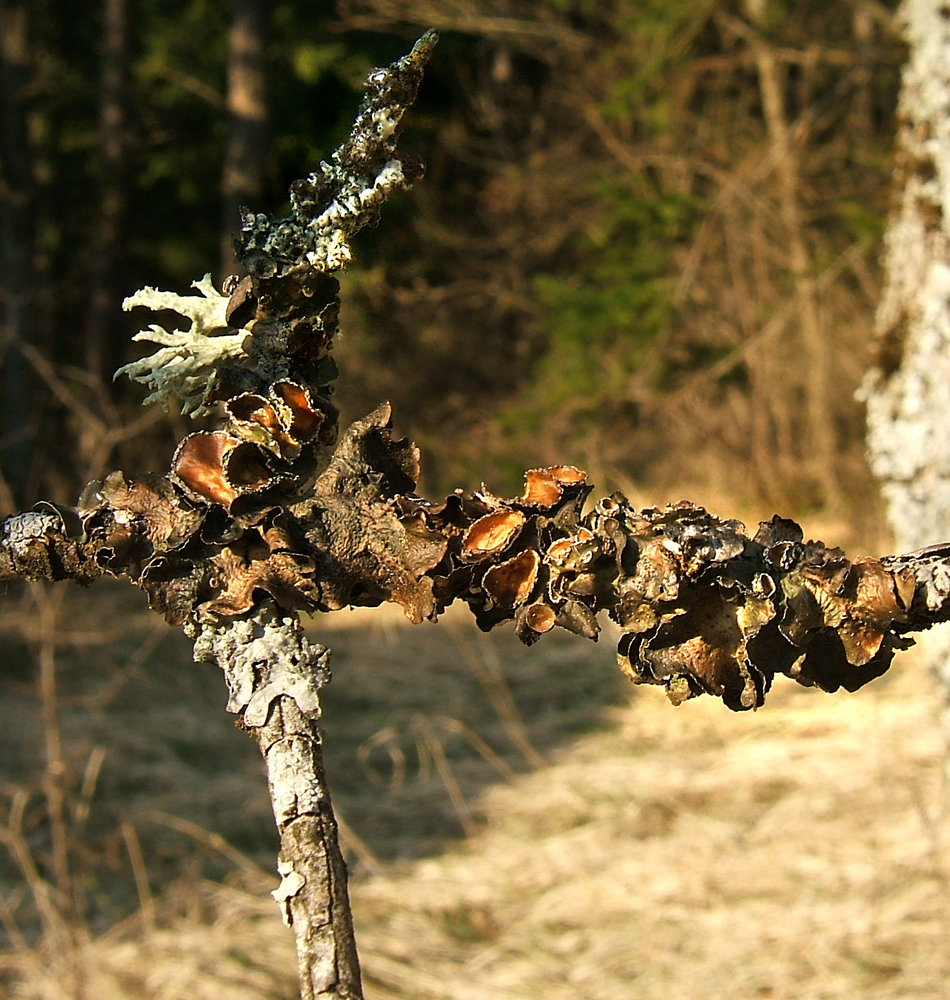
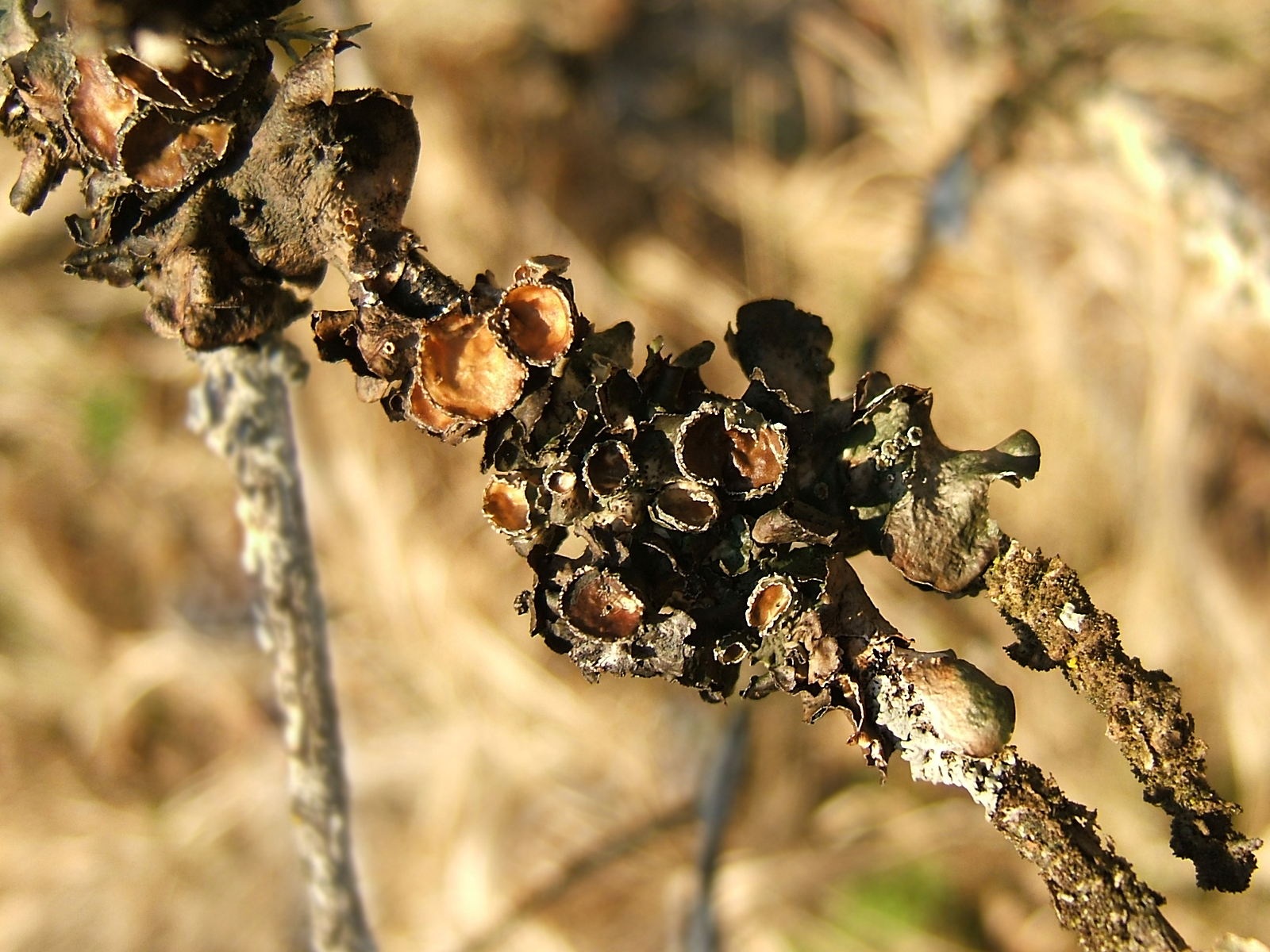